# Сорокопутовые мухоловки
Сорокопутовые мухоловки (лат. Colluricincla) — род воробьиных птиц из семейства свистуновых.

## Виды
В состав рода включают 11 видов:
- Colluricincla boweri Ramsay, 1885 — Зелепоспинная сорокопутовая мухоловка
- Colluricincla tenebrosa (Rothschild, 1911)
- Colluricincla megarhyncha (Quoy & Gaimard, 1832) — Лесная сорокопутовая мухоловка
- Colluricincla fortis (Gadow, 1883)
- Colluricincla affinis (Gray, 1862)
- Colluricincla obscura (Meyer, 1874)
- Colluricincla discolor De Vis, 1890
- Colluricincla tappenbecki Reichenow, 1898
- Colluricincla rufogaster Gould, 1845
- Colluricincla harmonica (Latham, 1801) — Серогрудая сорокопутовая мухоловка
- Colluricincla woodwardi Hartert, EJO, 1905 — Коричневогрудая сорокопутовая мухоловка

- Серогрудая сорокопутовая мухоловка
- Лесная сорокопутовая мухоловка